# Getal van de ossen
Het getal van de ossen of getal van de runderen of getal van het vee is een getal dat de oplossing vormt van een vraagstuk van Archimedes gericht aan Eratosthenes. Het behoort tot de buitengewoon grote getallen.
Zijn vraagstuk uit de 3e eeuw voor Christus gaat als volgt:
"Bereken, O vriend, het getal van de ossen van de zon (lees: het totaal aantal runderen), geef er uw geest aan, als gij een deel wijsheid hebt."
Een kudde runderen bestaat uit koeien en stieren, er zijn er witte, zwarte, gele en gevlekte. Het aantal stieren is groter dan het aantal koeien.
- Het aantal gele stieren plus de helft van het aantal zwarte stieren plus een derde van het aantal zwarte stieren is gelijk aan het aantal witte stieren.
- Het aantal gele stieren plus een vierde van het aantal gevlekte stieren plus een vijfde van het aantal gevlekte stieren is gelijk aan het aantal zwarte stieren.
- Het aantal gele stieren plus een zesde van het aantal witte stieren plus een zevende van het aantal witte stieren is gelijk aan het aantal gevlekte stieren.
- Een derde van het aantal zwarte dieren plus een vierde van het aantal zwarte dieren is gelijk aan het aantal witte koeien.
- Een vierde van het aantal gevlekte dieren plus een vijfde van het aantal gevlekte dieren is gelijk aan het aantal zwarte koeien.
- Een vijfde van het aantal gele dieren plus een zesde van het aantal gele dieren is gelijk aan het aantal gevlekte koeien.
- Een zesde van het aantal witte dieren plus een zevende van het aantal witte dieren is gelijk aan het aantal gele koeien.

Als je, mijn vriend, niet het aantal runderen van elke soort, stieren en koeien, kunt opgeven, kun je jezelf niet zo hoog gekwalificeerd noemen. Maar vergeet niet ook nog de volgende aanvullende relaties tussen de aantallen stieren:
- Het aantal witte plus het aantal zwarte stieren is een kwadraat, dus van de vorm {\displaystyle n\times n}.
- Het aantal gele plus het aantal gevlekte stieren is een driehoeksgetal, dus van de vorm {\displaystyle n\times (n+1)/2}.

Hij eindigde met de boodschap dat degene die dit aan de hand van de eerste zeven regels kan oplossen "niet onwetend en evenmin onhandig is in getallen, maar nog altijd niet gerekend kan worden tot de wijzen". Degene die het probleem volledig kan oplossen kan wel gerekend worden tot de wijzen.
Het vraagstuk is interessant, omdat het een inzicht verschaft in de stand van de wiskunde uit die tijd.

## Oplossing
Het eerste deel van het probleem kan opgelost worden met een stelsel van lineaire vergelijkingen met 7 vergelijkingen met 8 onbekenden. Nemen we {\displaystyle W,Z,V} en {\displaystyle G} voor respectievelijk Wit, Zwart, geVlekt en Geel bij de stieren en {\displaystyle w,z,v} en {\displaystyle g} voor de koeien, dan levert dit het volgende stelsel op:
{\displaystyle {\begin{aligned}W&{}={\frac {5}{6}}Z+G\\Z&{}={\frac {9}{20}}V+G\\V&{}={\frac {13}{42}}W+G\\w&{}={\frac {7}{12}}(Z+z)\\z&{}={\frac {9}{20}}(V+v)\\v&{}={\frac {11}{30}}(G+g)\\g&{}={\frac {13}{42}}(W+w)\end{aligned}}}
Het stelsel is onbepaald, wat betekent dat er oneindig veel oplossingen mogelijk zijn. Het stelsel kan wel herleid worden tot 1 variabele:
{\displaystyle {\begin{aligned}Z&{}=7.460.514\,k\\W&{}=10.366.482\,k\\V&{}=7.358.060\,k\\G&{}=4.149.387\,k\\z&{}=4.893.246\,k\\w&{}=7.206.360\,k\\v&{}=3.515.820\,k\\g&{}=5.439.213\,k\end{aligned}}}
dat voor elke {\displaystyle k} de aantallen runderen en een totaal van {\displaystyle 50.389.082\,k} aangeeft. 
Bij deze vergelijkingen zijn de laatste twee regels van de probleemstelling nog niet meegenomen. De oplossing voor het probleem met inachtneming van het tweede deel werd in 1880 gevonden door A. Amthor, die zich baseerde op de vergelijking van Pell. Deze zegt dat het antwoord van de eerste 7 regels vermenigvuldigd moet worden met:
{\displaystyle n={\frac {(w^{4658j}-w^{-4658j})^{2}}{4657\times 79072}}}
waarin 
{\displaystyle w=300.426.607.914.281.713.365{\sqrt {609}}+84.129.507.677.858.393.258{\sqrt {7766}}}
en {\displaystyle j} een positief getal voorstelt. Als we {\displaystyle w} uit bovenstaande vergelijking kwadrateren, krijgen we volgende formule: 
{\displaystyle w^{2}=u+v\,{\sqrt {609\times 7766}}}
waarin {\displaystyle \{u,v\}} de fundamentele oplossingen van de vergelijking van Pell zijn,
{\displaystyle u^{2}-609\times 7766\,v^{2}=1}
Het kleinst mogelijke aantal runderen, dat zowel aan het eerste als het tweede deel voldoet, wordt berekend door aan {\displaystyle j} de waarde 1 te geven. Dit levert ongeveer 
{\displaystyle 7{,}76\times 10^{206544}}
runderen op. 